# Oleksandr Hladkyj
Oleksandr Mykolajowytsch Hladkyj (ukrainisch Олександр Миколайович Гладкий; * 24. August 1987 in Losowa, Oblast Charkiw, Losowa, Ukrainische SSR, Sowjetunion) ist ein ukrainischer Fußballspieler, der aktuell für Sorja Luhansk spielt.

## Karriere
Hladkyjs erste Vereinsstation war 2004 Metalist Charkiw, deren Fußballschule er in seiner Jugend besuchte. 2005 wechselte er zum Ortsrivalen FK Charkiw und eroberte sich unter Coach Wolodymyr Bessonow einen Stammplatz. In der Saison 2006/07 wurde er in der ersten ukrainischen Liga mit 13 Treffern Torschützenkönig. Daraufhin wurde Schachtar Donezk auf ihn aufmerksam und nahmen ihm am Ende der Saison für 2,5 Millionen € Ablöse unter Vertrag. In seiner ersten Saison bei Schachtar hätte er beinahe das Kunststück vollbracht in zwei aufeinanderfolgenden Saisons Torschützenkönig der ukrainischen Liga zu werden, was bisher niemand schaffte. Lediglich Marko Dević von Metallist Charkiw konnte in dieser Spielzeit zwei Treffer mehr erzielen. Am 17. August 2010 unterschrieb er bei Dnipro Dnipropetrowsk. Im Winter der Saison 2011/12 wurde er bis Sommer 2014 an Karpaty Lwiw verliehen. Im Sommer 2014 kehrte er zu Schachtar Donezk zurück und unterschrieb dort einen Vertrag bis zum 30. Juni 2016.
Nach seinem Vertragsende mit Schachtar verließ Hladkyjs diesen Verein und zog zum Ligarivalen Dynamo Kiew weiter. Hier spielte er nur die Hinrunde der Saison 2016/17 und verbrachte die Rückrunde als Leihspieler bei Karpaty Lwiw. Mit Saisonende wechselte er dann endgültig zu Lwiw. Nach einer halben Saison verließ er aber auch diesen Klub und spielte die Rückrunde dann für Tschornomorez Odessa.
Zur Saison 2018/19 wechselte er in die türkische Süper Lig zu Aufsteiger Çaykur Rizespor. Nach einer halben Saison wurde er vom türkischen Zweitligisten Adana Demirspor verpflichtet. 2020 wechselte er zu Sorja Luhansk.

### Nationalmannschaft
Sein internationales Debüt für die Ukrainische Fußballnationalmannschaft gab er am 22. August 2007 bei einem Freundschaftsspiel gegen Usbekistan, bei dem er das erste Tor schoss.

## Erfolge
- Ukrainische Meisterschaft: 2008, 2010, 2011
- Ukrainischer Pokal: 2008
- Ukrainischer Superpokal: 2008, 2010
- UEFA-Pokal-Sieger: 2009
- Torschützenkönig in der ersten ukrainischen Liga: 2007